# Mortal Kombat: The Journey Begins
Đây là một bộ phim hoạt hình sử dụng công nghệ kỹ thuật số phong cách 3D cộng với những nhân vật hoạt hình bằng 2D theo hướng phim hoạt hình giả lập do hãng làm dòng phim về Mortal Kombat tên Threshold Entertainment hợp tác và phát triển công bố từ năm 1995 với tư cách quảng bá cho bộ phim truyện Mortal Kombat sắp ra mắt. Phim gần giống như việc thiết kế game trò chơi điện tử nhưng khác biệt hơn đó là việc phim này làm khá tạm bợ với hình ảnh các nhân vật bằng 3D cho nên về mặt thẩm mỹ nó không thể được coi là một bước tiến trong việc làm phim hoạt hình ngoại trừ công nghệ 2D ở trong phim này phát huy hiệu quả khá tốt việc miêu tả các nhân vật. Bộ phim này dài hơn 34 phút và chỉ có xuất hiện lần đầu tiên trên một chương trình phát xóng tại Mỹ chứ chưa bao giờ ai nhìn thấy bộ phim này phát hành trên DVD vì lý do nếu những ai đã từng xem nó thì họ chỉ gật đầu cho việc quảng bá hình ảnh Mortal Kombat ở nơi công cộng.
Toàn bộ thước phim này của Mortal Kombat: The Journey Begins được tập trung vào các nhân vật như Liu Kang, Johnny Cage, và Sonya Blade trong thời gian họ ở trên thuyền trở đến quần đảo bí mật của gã phù thủy Shang Tsung. Tại đây trên con thuyền chúng ta sẽ được gặp ba kẻ thù xuất hiện trong phim đó là Scorpion, Sub Zero và cuối cùng là gã Shang Tsung, người chủ của giải đấu của Cuộc Chiến SInh Tử đầu tiên. Họ giao tranh với hai gã ninja đánh thuê Scorpion, Sub Zero và cuối cùng họ dừng lại khi vị thần sấm Raiden xuất hiện và cảnh cáo phe của Shang Tsung có ý định phá luật thì cả hai phe mới ngừng lại khi Shang Tsung xuất hiện nói chuyện với Raiden về màn thử gân cốt vừa rồi. Sau đó theo chân Raiden các chiến binh của chúng ta bắt đầu nghe kể về sự thất bại trong những cuộc chiến đầu tiên thời trị vì của hoàng đế Shao Kahn tại Trung Gian.
Nội dung của các cuộc quyết đấu trong phim, nó không được làm bằng hình ảnh 2D mà được làm trên khung hình 3D:
- Shang Tsung đánh bại thầy giáo của mình, trở thành người đầu tiên được đạt danh hiệu cao quý nhất do hoàng đế Shao Kahn phong tặng với chức danh phù thủy quân sư.
- Goro quyết đấu với anh trai của mình tên Durac, tranh chức danh hiệu ngôi báu " Hoàng Tử " của người Shokan. Goro thắng cuộc do trở mặt với anh trai Durac trong việc đánh lén anh của mình sau khi thua ở trận đầu tiên. Từ đây do sự nham hiểm trong các cuộc đấu, hoàng tử Goro trở thành kẻ bất bại không ai có thể xâm phạm và sống sót được với hắn trong suốt 2000 năm qua.
- Kung Lao quyết đấu với Goro tranh chức ngôi vị hội quán quân vô địch. Kung Lao thất bại và bị Goro giết chết sau khi đánh thua bằng một màn chặt gãy cổ. Từ đó về sau cả ba đời dòng họ nhà Kung Lao cho đến tận bây giờ khi truyền nhân Liu Kang xuất hiện vẫn không thể đánh thắng được gã Goro. Từ đây chiến binh Sub Zero được chọn gia nhập trở thành vệ sĩ riêng của Shang Tsung.
- Sub Zero quyết đấu với Scorpion, Sub Zero thắng và tiêu diệt được Scorpion sau khi lừa được hắn ta răng mình đã chết, khi Scorpion đang vui sướng với chiến thắng, Sub Zero đánh úp và tiêu diệt Scorpion bằng đòn đóng băng dày rồi anh mau chóng đạp tan nó trước khi nó kịp tan ra.
Đoạn kết của phim quảng cáo Mortal Kombat: The Journey Begins, cuộc chiến bắt đầu:
Sau khi xem hết bộ phim, những cảnh cuối cùng là binh đoàn Baraka của tộc Tarkata tấn công những chiến binh của Nhân Gian khi gã Goro phát lệnh. Ngay lúc này Raiden xuất hiện, cuộc giao tranh trong giải đấu Cuộc Chiến SInh Tử bắt đầu khi cả Shang Tsung và Raiden đều có câu nói " It Has Begun ". Đoạn cuối của phim bạn sẽ thấy được những tiểu sử và thông số chiến đấu của những nhân vật trong đó được giới thiệu qua phim, khi kết thúc... nó sẽ yêu cầu bạn bắt đầu với việc giải đáp những vấn đề còn lại qua bộ phim Mortal Kombat: The Movie.